# Bol'šaja Cheta
La Bol'šaja Cheta (in russo Большая Хета?, Grande Cheta) è un fiume della Russia siberiana occidentale, affluente di sinistra dello Enisej. Scorre nei rajon Tajmyrskij e Turuchanskij del Territorio di Krasnojarsk.
Il fiume proviene dal lago Elovoe sui modesti rilievi collinari all'estremità nord-orientale del Bassopiano della Siberia Occidentale; scorre nell'alto corso verso sud-est, poi gira a nord-ovest e infine per la maggior parte del suo corso fluisce in direzione prevalentemente settentrionale in un territorio piatto e ricco di laghi (quasi 6.000 nell'intero bacino). Confluisce nello Enisej, a 325 km dal suo sbocco nella baia omonima, di fronte all'isola di Pesčanyj. Ha una lunghezza di 646 km e il suo bacino è di 20 700 km². Tra i suoi maggiori affluenti la Pokoinickaja (lungo 171 km) proveniente da sinistra, la Solenaja (189 km) e la Jačinda (154 km) provenienti ambedue dalla destra idrografica. Parallela al suo corso a est scorre la Malaja Cheta (Piccola Cheta), affluente dell'Enisej.
Le sponde del fiume sono per lo più ripide, la corrente è piuttosto veloce. Gela da metà settembre, sino a fine maggio - inizio giugno. È navigabile fino al villaggio di Tuchart (a 41 km dalla foce). Dai giacimenti di petrolio di Suzun e Vankor, situati sulla riva sinistra del Bol'šaja Cheta, le spedizioni lungo il fiume iniziano solo da metà giugno a inizio luglio. La navigazione estiva è molto facilitata dalle piogge.